# 罗苾芬
罗苾芬（1816年？—1856年），清朝广东省嘉应州（今梅县）人，太平天国人物。
罗苾芬原为鸦片私贩，在西江浔梧一带往来贸易。林则徐在广东禁烟后，罗苾芬从广东逃匿入广西省，为韦昌辉的司会计。1851年1月参加金田起义，被天王洪秀全封为御林侍卫。1852年9月，罗苾芬因为围攻长沙兵败，降为监军。12月，参与攻克汉阳，恢复御林侍卫之职。1853年1月，罗苾芬升北王府簿书，掌管一切文案。5月，晋升为北王府丞相，12月，升为地官又正丞相，依然掌管北殿事。他办事迎合北王韦昌辉心意，故为韦昌辉所信任。1856年天京事变，因他是北王韦昌辉同党，而被天王洪秀全处死，年约40岁。